# Marlen Haushofer

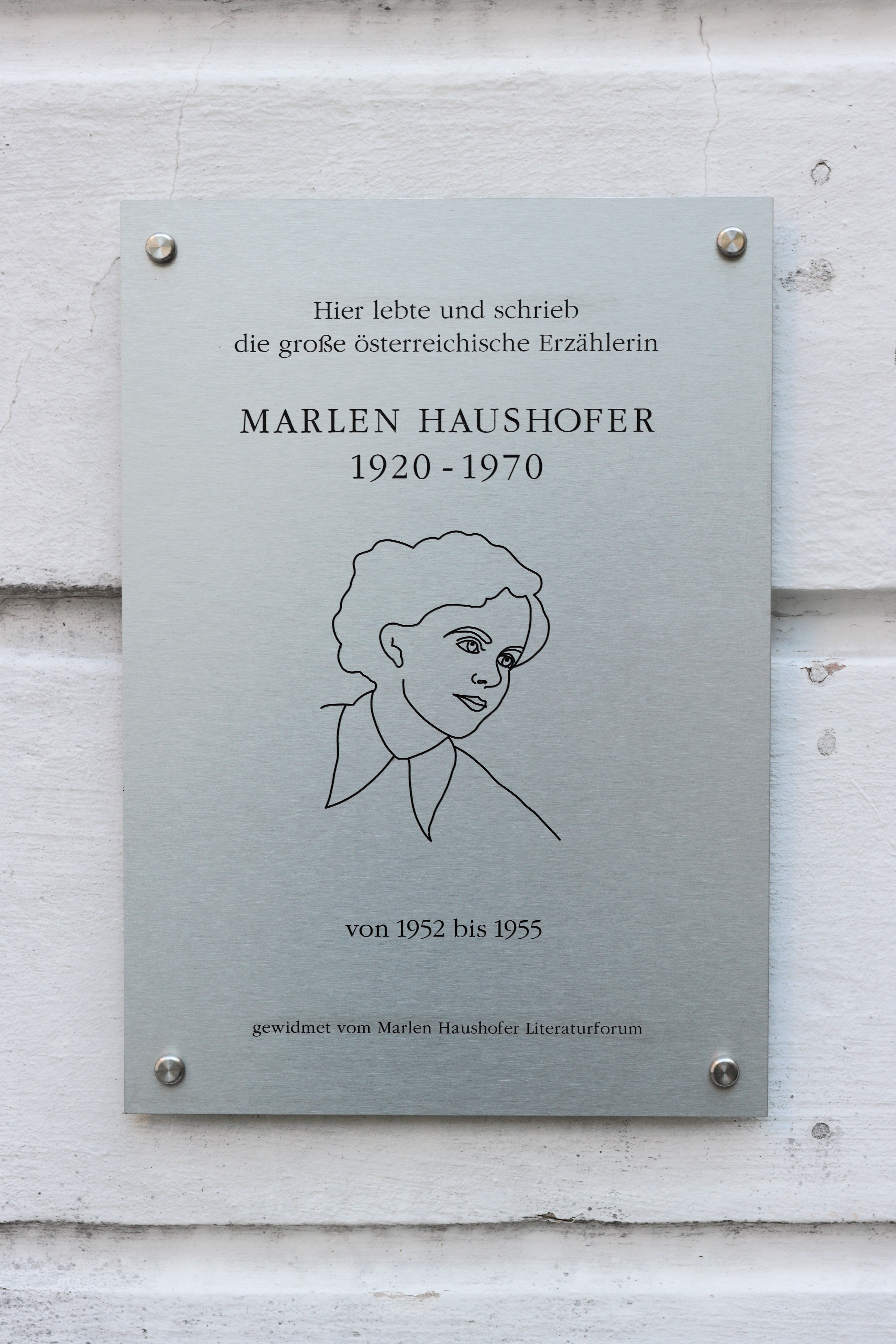
Gedenktafel am Wohnhaus Berggasse 81 in Steyr (2021)

Marlen Haushofer, geborene Marie Helene Frauendorfer (* 11. April 1920 in Frauenstein; † 21. März 1970 in Wien), war eine österreichische Schriftstellerin.

## Leben

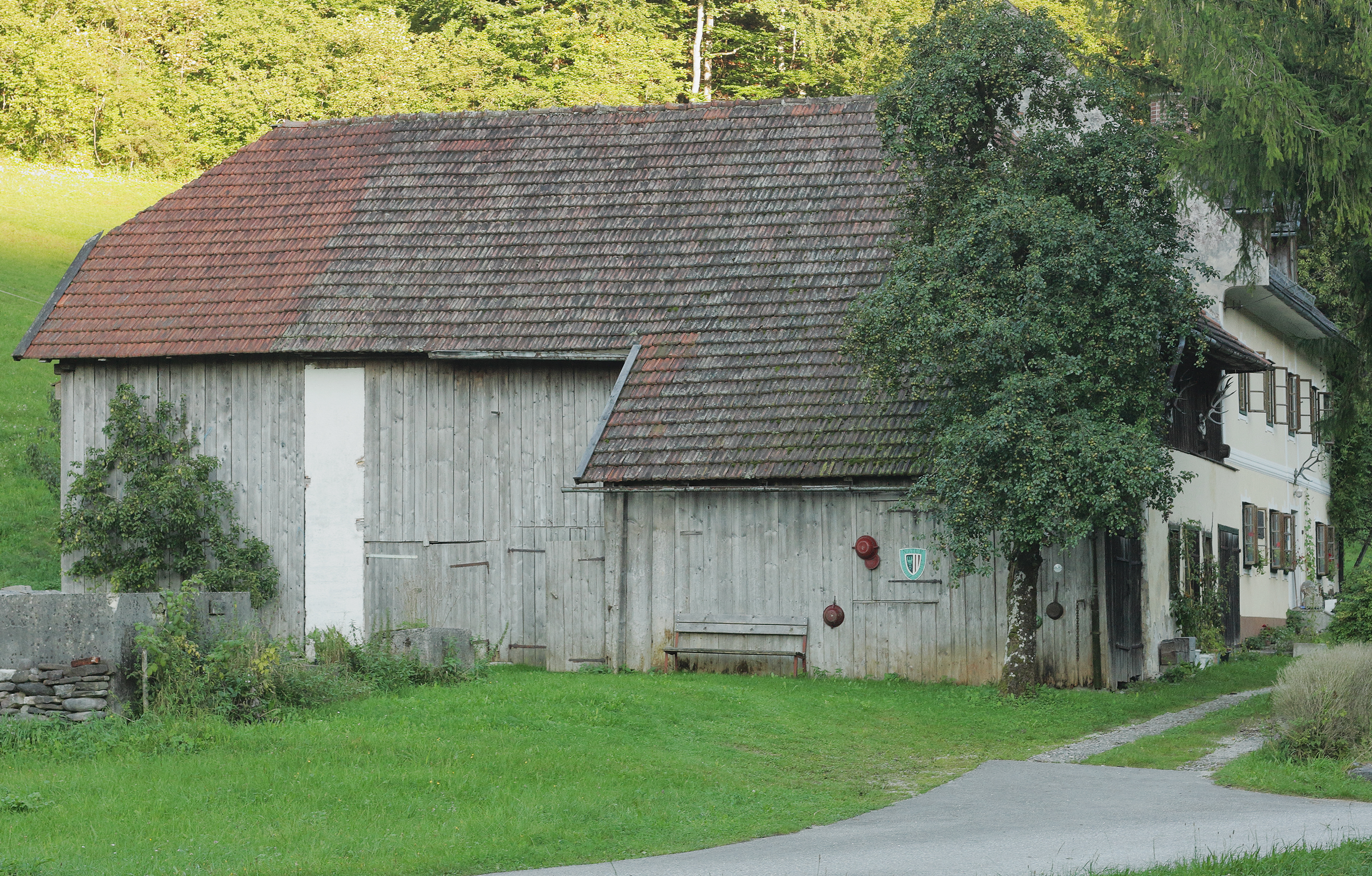
Geburtshaus in Molln, Effertsbach 6 (2020)

Marlen Haushofer wurde am 11. April 1920 als Tochter der Kammerzofe Maria Frauendorfer (geborene Leitner; * 8. März 1891) und des Revierförsters Heinrich Frauendorfer (* 6. Juli 1888) in Frauenstein bei Molln geboren und am 12. April 1920 auf den Namen Marie Helene getauft. Sie hatte einen vier Jahre jüngeren Bruder; ihre Eltern hatten am 5. April 1919(?) geheiratet.
Ab 1930 besuchte Frauendorfer das Internat der Ursulinen in Linz. Im Schuljahr 1938/39 wechselte sie in das Gymnasium der Kreuzschwestern Linz. Da auch dieses konfessionell geführt wurde, fiel es unter den Schließungserlass, und die NS-Schulbehörden richteten dort eine öffentliche Schule ein. Das Lehrpersonal der Kreuzschwestern unterrichtete allerdings weiter. Frauendorfer legte am 18. März 1939 an dieser 2. Oberschule für Mädchen in Linz ihre Matura ab. Nach einer kurzen Phase des Arbeitsdienstes studierte sie ab 1940 Germanistik in Wien und später (ab 1943) in Graz, schloss ihr Studium jedoch nicht ab. Sie heiratete im Jahr 1941 den Zahnarzt Manfred Haushofer, mit dem sie später nach Steyr zog. Der Ehe, die 1950 geschieden und 1958 erneuert wurde, entstammt ein Sohn. Einen unehelichen Sohn brachte sie in die Ehe mit.

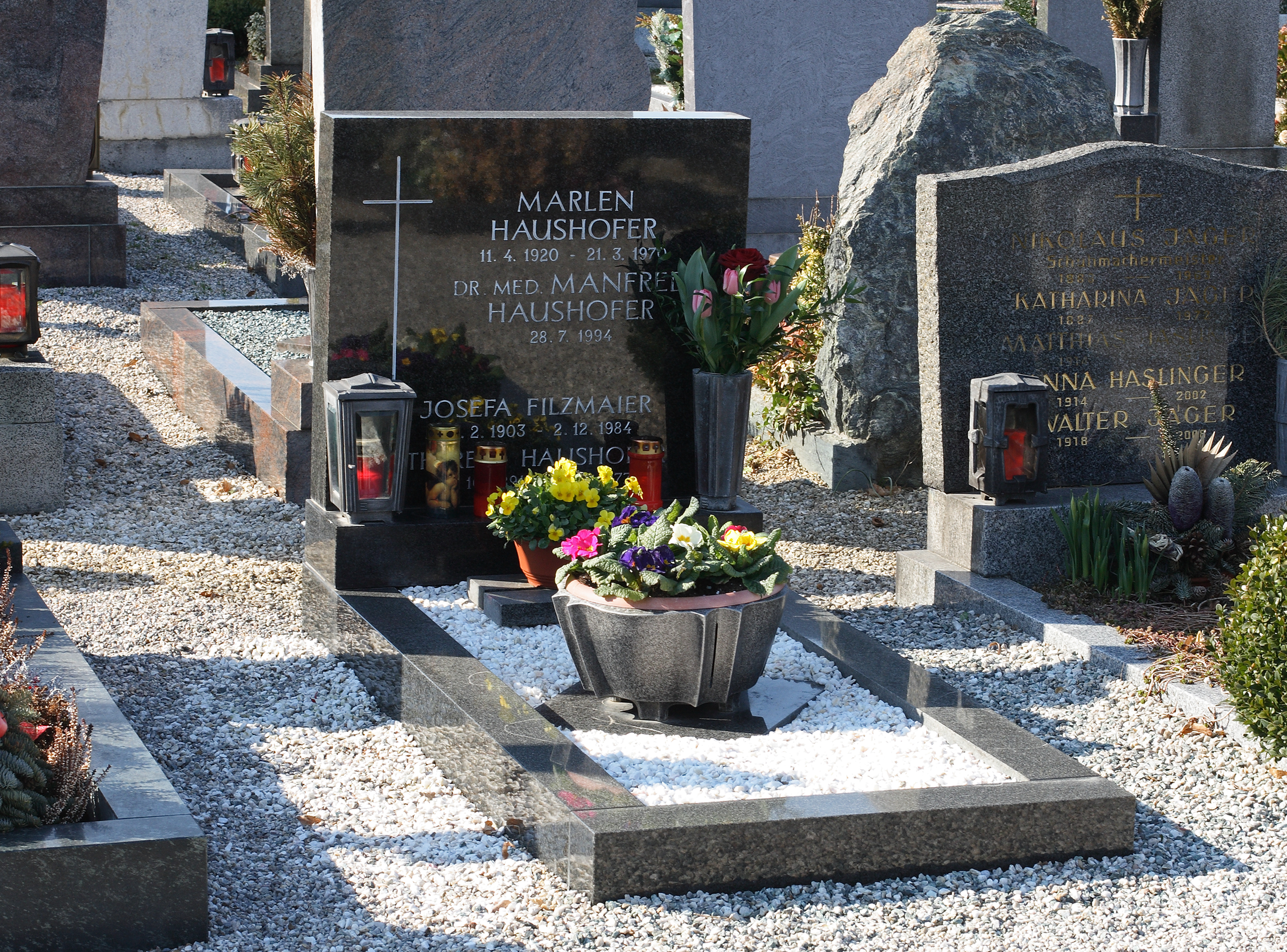
Grab Haushofers (2011)

Ab 1946 publizierte Haushofer kleinere Erzählungen in Zeitungen und Zeitschriften wie Lynkeus und Neue Wege. Zudem publizierte sie in den österreichischen Tageszeitungen Die Presse, Kurier am Sonntag, Neues Volksblatt, Oberösterreichische Nachrichten, Salzburger Nachrichten und Wiener Zeitung. Ein erster Erfolg gelang ihr erst 1952 mit der Novelle Das fünfte Jahr, die dem Titel entsprechend ein Jahr im Heranwachsen eines Kindes namens Marili in nüchterner Nähe beschreibt. Gefördert wurde Haushofers literarische Tätigkeit vor allem von Hans Weigel und Hermann Hakel. Der Roman Die Wand, der 1963 veröffentlicht und 2012 verfilmt wurde, ist Haushofers bekanntestes und vielfach neu aufgelegtes Werk. Die hierin beschriebene Welt eines isolierten Lebens im Wald, einer in der Katastrophe entstandenen Idylle, wurde aber trotz der früh gelobten Qualitäten ebenso wie alle anderen Werke der Autorin lange vergessen. Lediglich die Kinderbücher bildeten hiervon eine für die Rezeption jedoch unbedeutende Ausnahme. Auch Frauenbewegung und Frauenliteraturforschung erkannten erst allmählich die Bedeutung des sich immer wieder mit der Rolle der Frau in der Männergesellschaft auseinandersetzenden Werkes und erlaubten so eine erneute Rezeption. Die Neuauflage ihrer Romane ab 1984 spielte dabei eine wichtige Rolle.
Am 21. März 1970 starb die an Knochenkrebs erkrankte Schriftstellerin nach einer Operation in Wien drei Wochen vor ihrem 50. Geburtstag. Nach der Einäscherung am 26. März in der Feuerhalle Wien-Simmering wurde die Urne am Steyrer Taborfriedhof beigesetzt.
Anlässlich des Doppeljubiläums ihres 100. Geburtstages und 50. Todestages im Jahr 2020 kritisierte ihre Biografin Daniela Strigl, dass Haushofers Verlag Ullstein das Jubiläum „verschlafen“ habe. Zudem suggeriere die Gestaltung der Titelbilder der aktuellen Taschenbuchausgaben („weichgezeichnete Frauenporträts“), dass es sich bei ihren Romanen um „Frauenliteratur“ handele. In Kooperation mit dem Adalbert-Stifter-Institut des Landes Oberösterreich / StifterHaus veröffentlichte der Berliner Claassen-Verlag (Teil der Ullstein Buchverlage) Ende 2023 eine sechsbändige Marlen Haushofer-Werkausgabe (Die gesammelten Romane und Erzählungen). Die einzelnen Bände der Ausgabe beinhalten Vorworte zeitgenössischer Autorinnen und Autoren (u. a. von Clemens J. Setz, Arno Geiger, Monika Helfer) sowie wissenschaftliche Nachworte der Bandherausgeberinnen und Bandherausgeber. Im Februar 2024 stand die Werkausgabe auf Platz 1 der ORF-Bestenliste, im März 2024 führte sie SWR-Bestenliste an.

## Audio
- Verkannte Autorin Wer hat Angst vor Marlen Haushofer?, 160.29 Minuten-Audio-Version, von Elke Pressler, Deutschlandfunk Kultur 15. März 2025

## Werke
- Das fünfte Jahr. Novelle, Verlag Jungbrunnen, Wien 1952, DNB 451872576.
- Eine Handvoll Leben. Roman, Zsolnay, Wien 1955, ISBN 3-423-13275-2.
- Die Vergißmeinnichtquelle. Erzählungen. Bergland, Wien 1956, DNB 451872541.
- Die Tapetentür. Roman. Zsolnay, Wien 1957; Deutscher Taschenbuch-Verlag, München 1991, ISBN 3-423-11361-8.
- Wir töten Stella. Novelle. Bergland, Wien 1958, DNB 451872614.
- Die Wand. Roman. Mohn, Gütersloh und Wien 1963; Claassen, Düsseldorf 1968; Ullstein, Frankfurt am Main/Berlin/Wien 1985, ISBN 3-548-30169-X; Klett, Stuttgart 1986, ISBN 3-12-351960-0; Deutscher Taschenbuch-Verlag, München 1991, ISBN 3-423-11403-7; List, Berlin 2004, ISBN 3-548-60571-0.
- Bartls Abenteuer. Forum, Wien 1964; Claassen, Düsseldorf 1988, DTV, München 1990; Ullstein, München 2002, ISBN 3-548-60156-1.
- Brav sein ist schwer. Kinderbuch, Jugend und Volk, Wien 1965; G&G, Wien 2003, ISBN 3-7074-0162-6.
- Himmel, der nirgendwo endet. Roman, Mohn, Gütersloh 1966; Claassen, Düsseldorf 1969; Fischer, Frankfurt am Main 1986, ISBN 3-596-25997-5.
- Lebenslänglich. Erzählungen. Stiasny, Graz 1966, DNB 456926593.
- Müssen Tiere draußen bleiben? Jugendbuch. Jugend und Volk, Wien 1967; Deutscher Taschenbuch-Verlag, München 1993, ISBN 3-423-25082-8.
- Schreckliche Treue. Erzählungen. Claassen, Düsseldorf 1968, Deutscher Taschenbuch-Verlag, München 1990, ISBN 3-423-11294-8.
- Wohin mit dem Dackel? Jugendbuch. Zsolnay, Wien 1968; G und G, Wien 2004, ISBN 3-7074-0163-4.
- Die Mansarde. Roman. Claassen, Düsseldorf 1969; Fischer, Frankfurt am Main 1990, ISBN 3-596-25459-0; Deutscher Taschenbuch-Verlag, München 1999, ISBN 3-423-12598-5.
- Schlimm sein ist auch kein Vergnügen. Kinderbuch, Jugend und Volk, Wien 1970; G und G, Wien 2003, ISBN 3-7074-0162-6.
- Begegnung mit dem Fremden. Gesammelte Erzählungen I. Claassen, Düsseldorf 1985; Claassen, Hildesheim 1985, ISBN 3-546-44189-3; Deutscher Taschenbuch-Verlag, München 1990.
- Die Frau mit den interessanten Träumen. Erzählungen. Deutscher Taschenbuch-Verlag, München 1990, ISBN 3-423-11206-9.
- Christine Schmidjell (Hrsg.): Marlen Haushofer: Die Überlebenden. Unveröffentlichte Texte aus dem Nachlaß. Aufsätze zum Werk. Linz (Landesverlag), Linz 1991, ISBN 3-85214-550-3.
- Brav sein ist schwer. Hörbuch, edition-o, Wien 2011, ISBN 978-3-99022-022-1.
- Der gute Bruder Ulrich. Märchen-Trilogie. Innsbruck 2020, ISBN 978-3-99039-165-5.

### Hörspiele
- Das Kreuzworträtsel. Rot-Weiß-Rot, 12. März 1953
- Die Überlebenden. Radio Bremen, 20. Juni 1958
- Ein Mitternachtsspiel. WDR, 27. Dezember 1984
- Der Wassermann. WDR/ORF, 16. Mai 1999

## Auszeichnungen
- 1953 Staatlicher Förderungspreis für Literatur
- 1956 Preis des Theodor-Körner-Stiftungsfonds
- 1962 Stipendium der Arthur-Schnitzler Gesellschaft
- 1965 Kinderbuchpreis der Stadt Wien für Brav sein ist schwer
- 1967 Kinderbuchpreis der Stadt Wien
- 1968 Staatlicher Förderungspreis für Literatur
- 2007 wurde der Literaturpreis der Stadt Steyr auf ihre Person benannt.
- 2019 wurde der Marlen-Haushofer-Weg in Wien-Donaustadt nach ihr benannt.

## Verfilmungen
Am 12. Februar 2012 fand die Premiere des Films Die Wand bei der 62. Berlinale statt. Die Hauptrolle spielte Martina Gedeck, Regie führte Julian Pölsler.
2016 verfilmte Pölsler den Roman Wir töten Stella, ebenfalls mit Martina Gedeck in der Hauptrolle.